# Gunma (prefectuur)

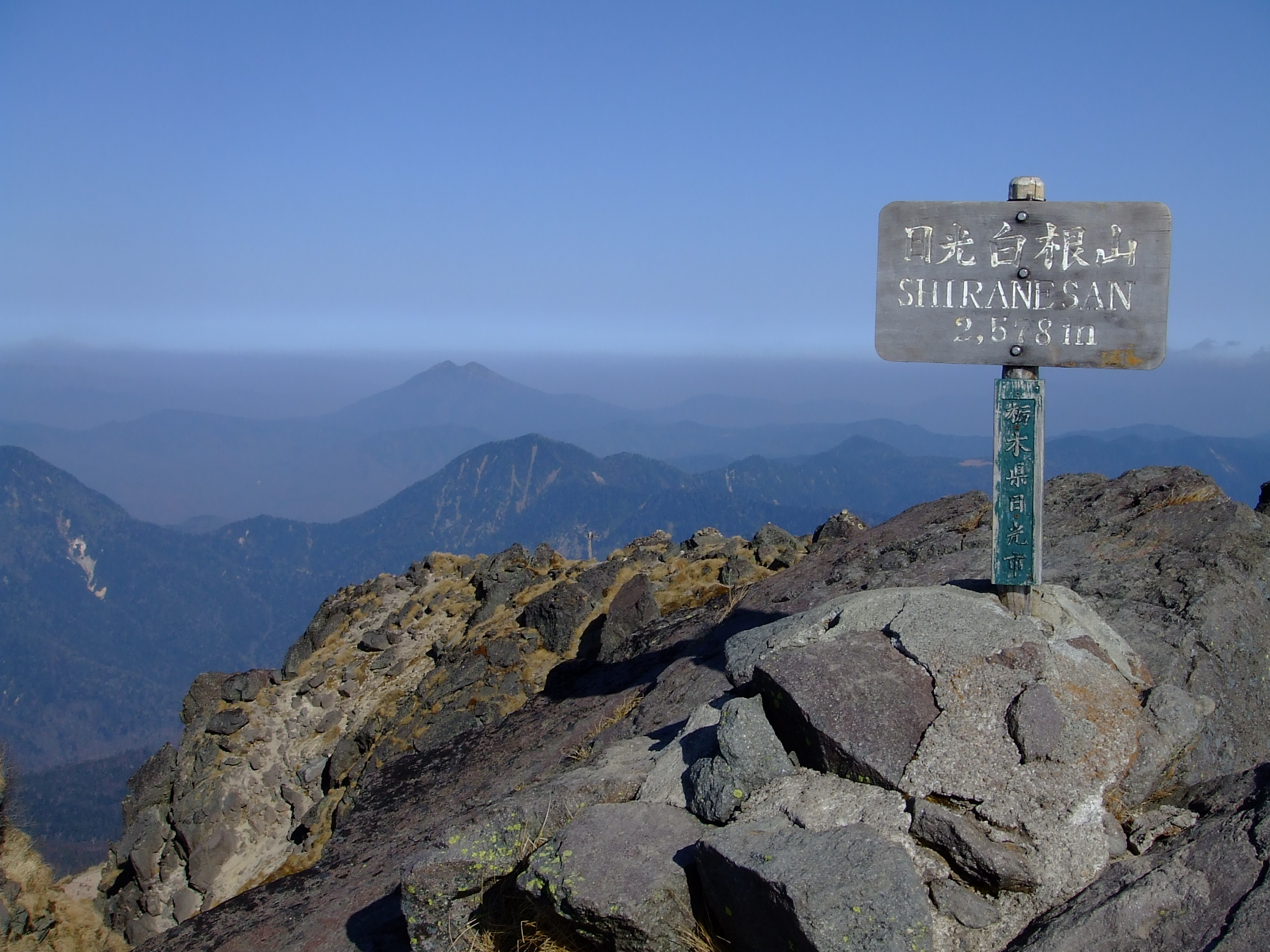
De berg Nikkō-Shirane in het nationale park Nikkō

De  prefectuur Gunma  (Japans: 群馬県, Gunma-ken) is een Japanse prefectuur in de regio Kanto in Honshu. Gunma heeft een oppervlakte van 6363,16 km² en had op 1 april 2008 een bevolking van ongeveer 2.011.193 inwoners. De hoofdstad is Maebashi.

## Geschiedenis
De prefectuur Gunma is ontstaan uit de voormalige provincie Kozuke.

## Geografie
De prefectuur Gunma is een van de 8 volledig door land begrensde prefecturen. Gunma ligt in het noordwestelijke deel van de regio Kanto. De prefectuur is bergachtig. Gunma wordt begrensd door de prefecturen Fukushima en Niigata in het noorden, de prefectuur Tochigi in het oosten, Nagano en de prefectuur Saitama in het zuiden. In de prefectuur bevinden zich verschillende bergen en vulkanen (Akagi, Haruna en Asama). De belangrijkste rivieren zijn de Tone, de Agatsuma en de Karasu.
De administratieve onderverdeling is als volgt:

### Zelfstandige steden (市) shi
Er zijn 12 steden in de prefectuur Gunma.
- Annaka
- Fujioka
- Isesaki
- Kiryu
- Maebashi (hoofdstad)
- Midori
- Numata
- Ota
- Shibukawa
- Takasaki
- Tatebayashi
- Tomioka

### Gemeenten (郡 gun)
De gemeenten van Gunma, ingedeeld naar district:
|           | Gemeenten                                                               |
| --------- | ----------------------------------------------------------------------- |
| Agatsuma  | Higashiagatsuma - Kusatsu - Naganohara - Nakanojo - Takayama - Tsumagoi |
| Kanra     | Kanra - Nanmoku - Shimonita                                             |
| Kitagunma | Shinto - Yoshioka                                                       |
| Ōra       | Chiyoda - Itakura - Meiwa - Oizumi - Ōra                                |
| Sawa      | Tamamura                                                                |
| Tano      | Kanna - Ueno                                                            |
| Tone      | Katashina - Kawaba - Minakami - Showa                                   |

### Fusies
(Situatie op 9 juli 2010) 
Zie ook: Gemeentelijke herindeling in Japan
- Op 1 april 2003 werden de gemeenten Manba en Nakasato van het District Tano samengevoegd tot de nieuwe gemeente Kanna.
- Op 5 december 2004 werden de gemeenten Ogo, Kasukawa en Miyagi van het District Seta aangehecht bij de stad Maebashi.
- Op 1 januari 2005 werden de gemeenten Akabori, Sakai en Azuma van het District Sawa aangehecht bij de stad Isesaki.
- Op 13 februari 2005 werden de gemeenten Shirasawa en Tone van het District Tone aangehecht bij de stad Numata.
- Op 28 maart 2005 werden de gemeenten Nitta, Ojima en Yabuzukahon samengevoegd met de stad Ota.
- Op 13 juni 2005 werden de gemeenten Niisato en Kurohone van het District Seta aangehecht bij de stad Kiryu.
- Op 1 oktober 2005 werden de gemeenten Niiharu, Tsukiyono en Minakami samengevoegd tot de nieuwe gemeente Minakami.
- Op 1 januari 2006 werd de gemeente Onishi aangehecht bij de stad Fujioka.
- Op 23 januari 2006 werden de gemeenten Gunma, Kurabuchi en Misato van het District Gunma en de gemeente Shin van het District Tano aangehecht bij de stad Takasaki.
- Op 20 februari 2006 werden de gemeenten Ikaho, Komochi en Onogami van het District Kitagunma en de gemeenten Akagi en Kitatachibana van het District Seta aangehecht bij de stad Shibukawa.
- Op 18 maart 2006 werd de gemeente Matsuida van het District Usui aangehecht bij de stad Annaka. Het District Usui verdween als gevolg van deze fusie.
- Op 27 maart 2006 fusioneerden de gemeenten Omama, Kasakake en Azuma tot de nieuwe stad Midori. De districten Nitta en Yamada verdwenen als gevolg van deze fusie.
- Op 27 maart 2006 werd de gemeente Myogi van het District Kanra aangehecht bij de stad Tomioka.
- Op 27 maart 2006 smolten de gemeenten Agatsuma en Azuma van het District Agatsuma samen tot de nieuwe gemeente Higashiagatsuma.
- Op 1 oktober 2006 werd de gemeente Haruna van het District Gunma aangehecht bij de stad Takasaki. Het District Gunma verdween door deze fusie.
- Op 5 mei 2009 werd het dorp Fujimi aangehecht door de stad Maebashi. Het district Seta verdween na deze fusie.
- Op 1 juni 2009 werd de gemeente Yoshii (District Tano) aangehecht bij de stad Takasaki.[1]
- Op 28 maart 2010 werd het dorp Kuni van het district Agatsuma aangehecht bij de gemeente Nakanojo.[2]

## Waar Gunma bekend om staat
- De prefectuur Gunma staat binnen Japan bekend om de productie van groente en fruit. In de kleine plaatsen, zoals Numata en Minakami kan men vaak langs de straat vanuit kraampjes groente of fruit kopen als snack. Gekookte of gegrilde maïs is erg populair, en ook in een (water)bad gekoelde tomaten zijn erg in trek. De groenten die men bij dit soort kraampjes koopt is meestal die ochtend geplukt en aangezien men ze ook van de boer zelf (of familie van de boer) koopt is het meestal goedkoper dan bij de supermarkten.
- In Gunma zijn darumapopjes erg veel aanwezig en veel souvenirs hebben dan ook die vorm. In Takasaki is er een grote mozaïek met Daruma-poppetjes, pal buiten het station.
- Gunma is ook zeer bekend om zijn onsen en zijn skigebieden.
- het nationale park Nikkō
- De berg Myogi